# Rune RPG
Rune RPG est un jeu de rôle basé sur le jeu vidéo du même nom. Les personnages y incarnent de féroces vikings défendant le monde contre les armées et manigances de l'infâme Loki.
Contrairement à la plupart des jeux de rôles ou il n'y a ni gagnant ni perdant, les parties de Runes sont articulées autour du gain de points. Réussir des jets de compétence, ramasser des trésors, tuer des monstres, déjouer des pièges, etc. permet d'accumuler des points de victoire qui aideront à déterminer le vainqueur de la session.
Lors du déroulement de la partie, les participants alternent entre les positions de joueur et de maître du jeu. Chaque intervenant doit alors créer une ou plusieurs rencontres/événements en fonction d'un capital de points alloués en début de session.
Paru en 2001, Rune disposait à l'origine d'un système original mais avec le supplément Last Hero in Scandinavia paru en 2003, l'éditeur a cherché à se rapprocher du système D20

## Éditeur
- Atlas Games

## Parutions

### Règles
- Rune (2001)

### Suppléments
- Enter the Viking (2002)

### Aventures
- Crouching Wizard, Smashing Hammer (2001)
- Last Hero in Scandinavia (2003, compatible D20 System)